# Drom
Drom ist eine französische Gemeinde im Département Ain in der Region Auvergne-Rhône-Alpes. Die Bewohner nennen sich Dromniers.

## Geografie
Die Gemeinde Drom liegt im Revermont, zehn Kilometer östlich von Bourg-en-Bresse. Sie grenzt im Norden an Treffort-Cuisiat, im Nordosten an Simandre-sur-Suran, im Osten an Villereversure, im Süden an Ramasse, im Westen an Jasseron und im Nordwesten an Meillonnas.

## Bevölkerungsentwicklung
| Jahr                       | 1962 | 1968 | 1975 | 1982 | 1990 | 1999 | 2009 | 2021 |
| Einwohner                  | 147  | 146  | 153  | 139  | 146  | 160  | 205  | 215  |
| Quellen: Cassini und INSEE |      |      |      |      |      |      |      |      |

## Sehenswürdigkeiten

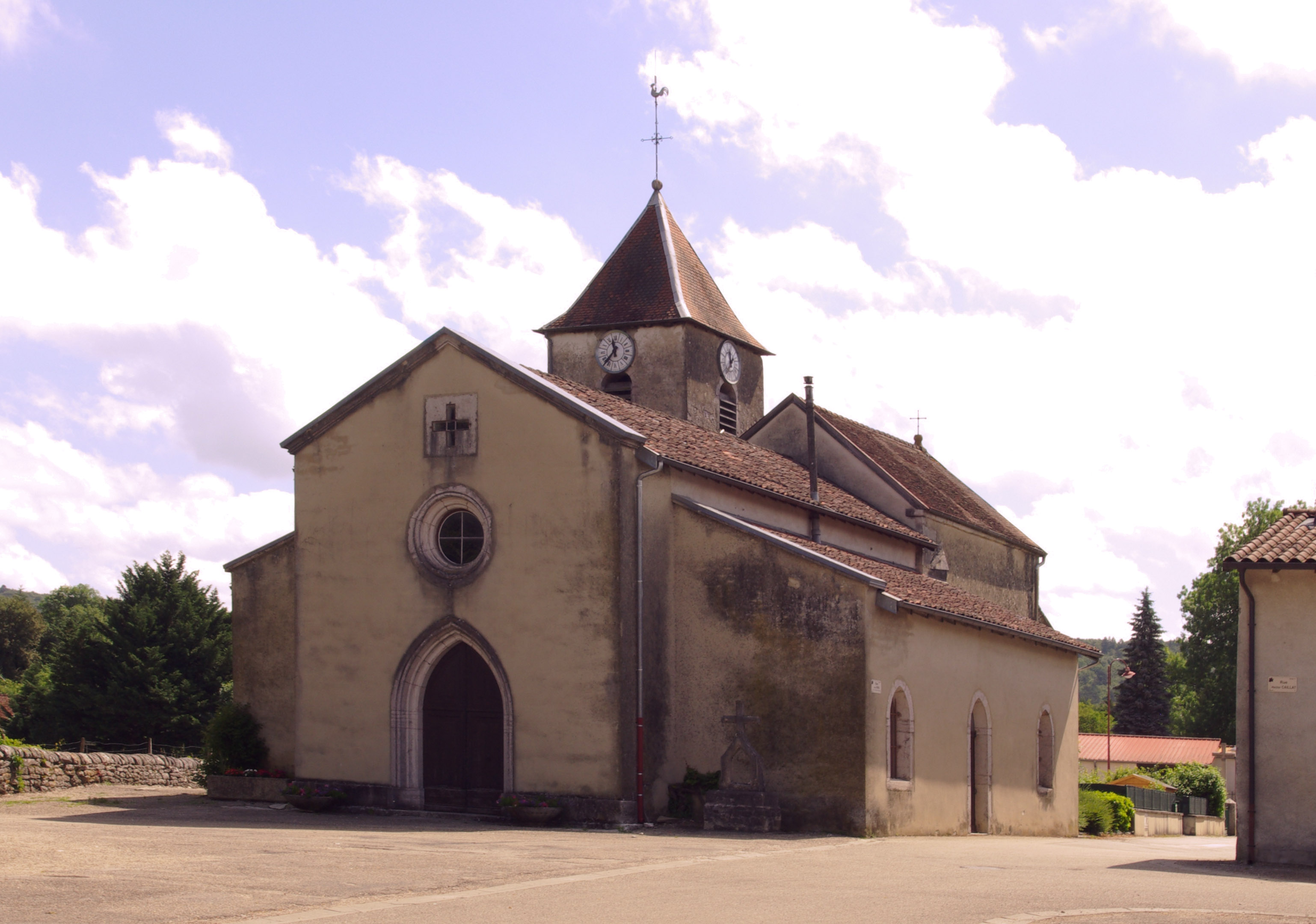
Kirche Saint-Thyrse
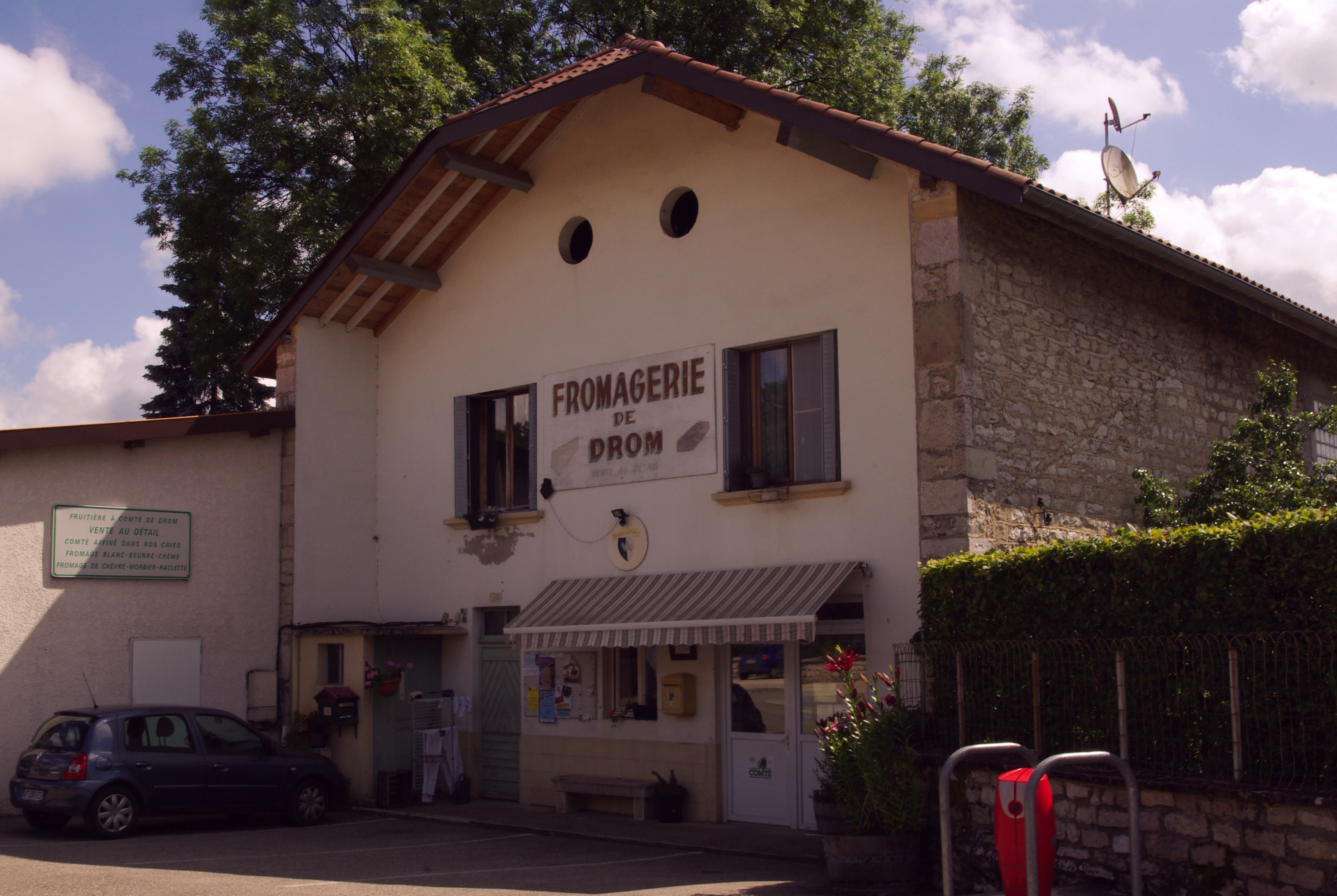
Käserei
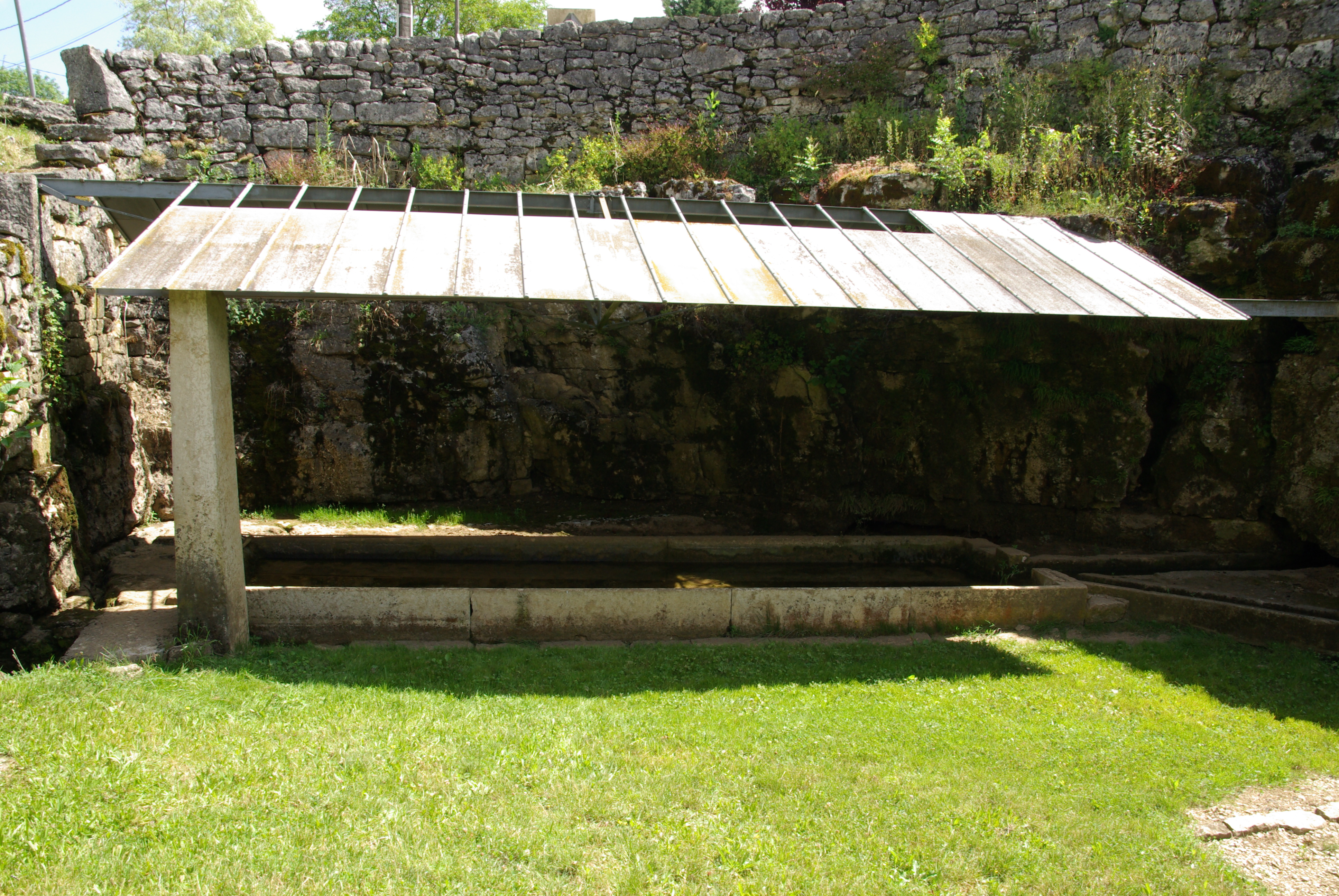
Lavoir
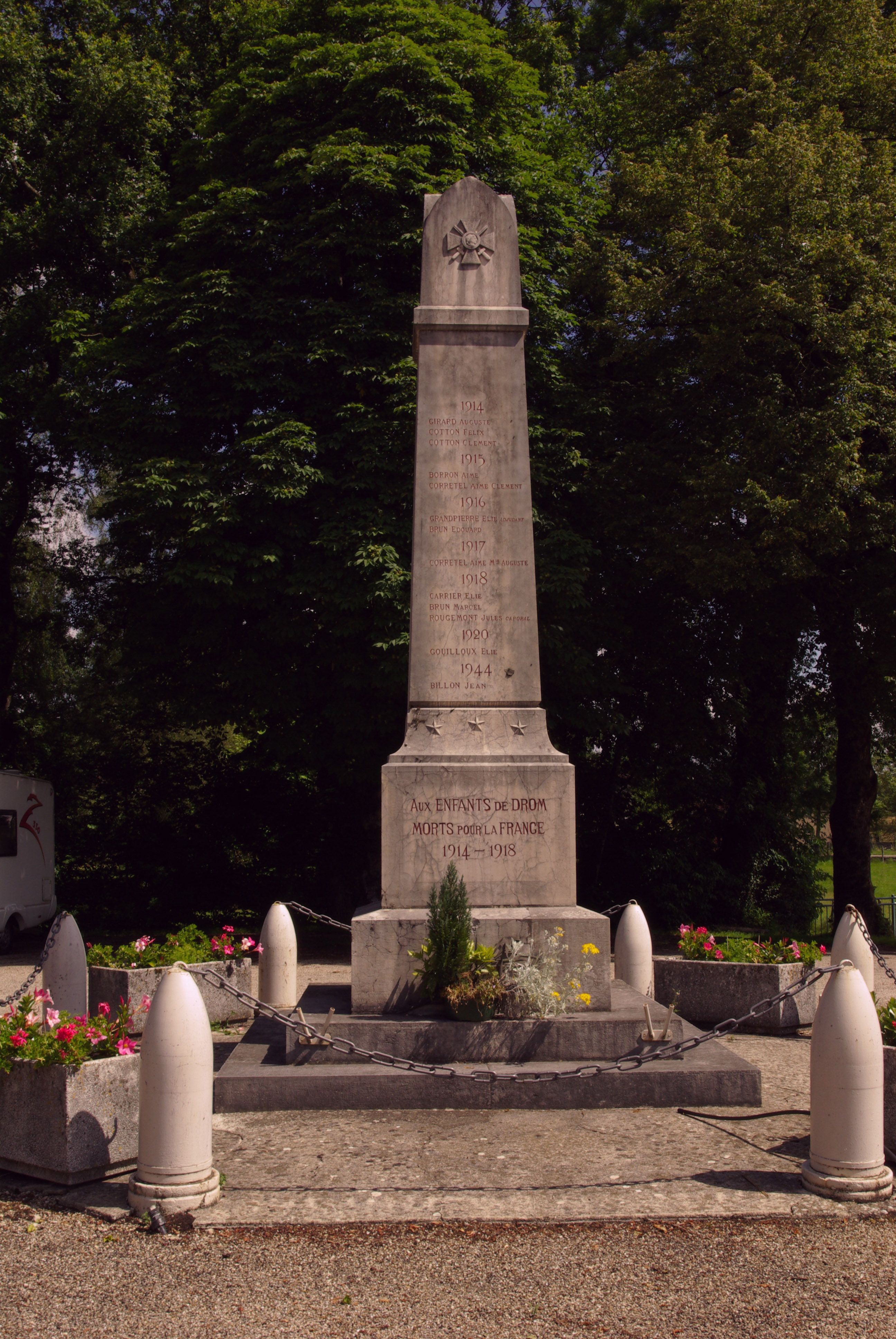
Gefallenendenkmal

- Kirche Saint-Thyrse
- Käserei
- Lavoir
- Gefallenendenkmal